# Musée portuaire (Dunkerque)

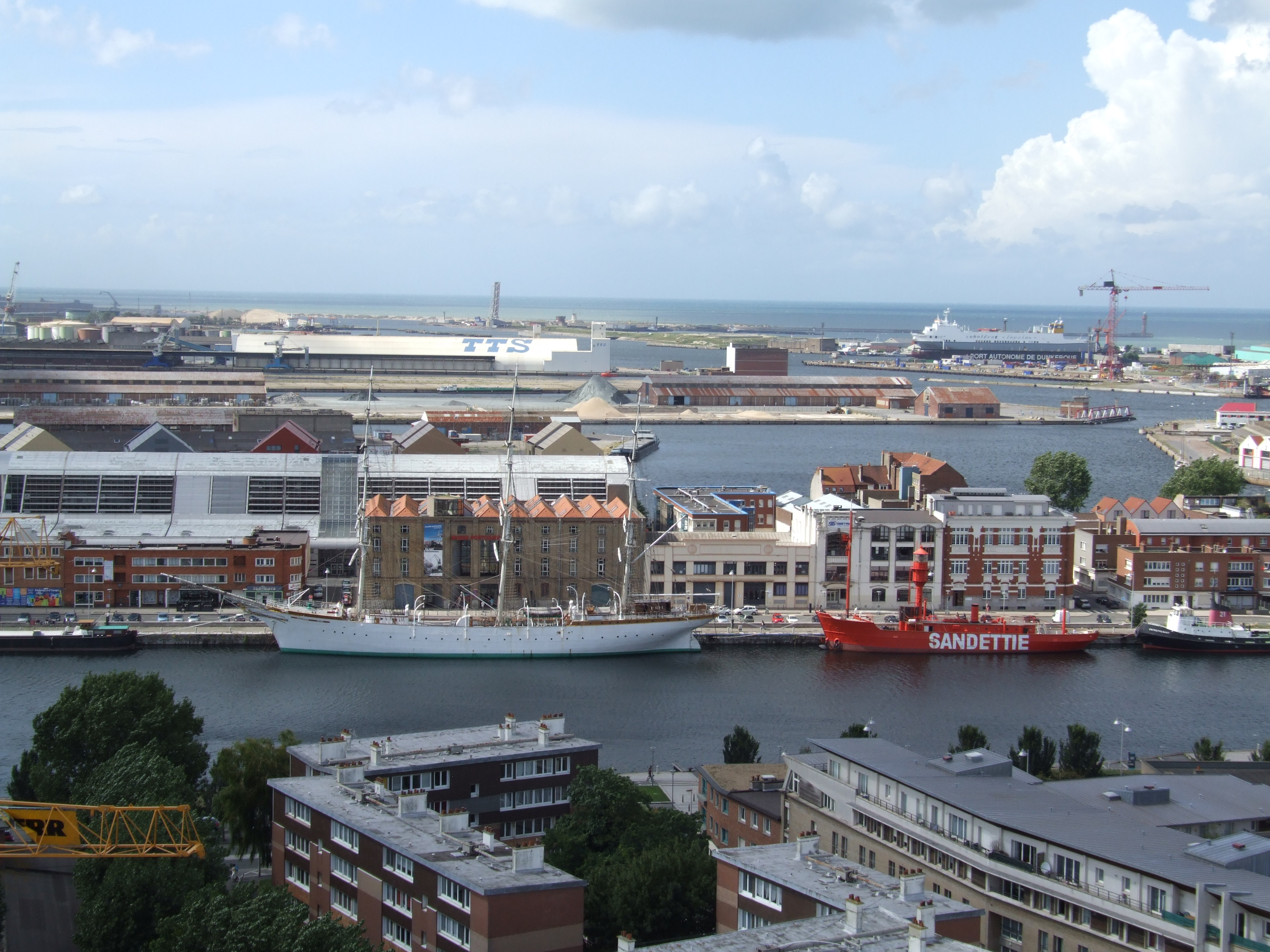
Das Bassin de Commerce, das Hafenbecken in unmittelbarer Nähe des Zentrums von Dünkirchen, hier gesehen vom Belfried von Dünkirchen aus. Hier liegen u. a. das weiße Dreimaster-Segelschiff Duchesse Anne und des Feuerschiffs Sandettie. Hinter der Duchesse Anne ist das Gebäude des Hafenmuseums zu sehen.

Das Hafenmuseum Dünkirchen (fr: Musée portuaire de Dunkerque) widmet sich der mehr als tausendjährigen Geschichte des Hafens von Dünkirchen, der heute nach Marseille und Le Havre der drittgrößte Hafen von Frankreich ist und sich über 17 km entlang der Küste erstreckt.

## Gebäude und Ausstellung
Untergebracht ist das 1992 gegründete Hafenmuseum in einem ehemaligen Tabaklager von 1869 direkt am Quai de Citadelle am Bassin de Commerce, dem unmittelbar am alten Zentrum von Dünkirchen gelegenen Hafenbecken. Die Ausstellung und die Informationstafeln des Hafenmuseums informieren über die Heringsfischerei des Mittelalters, die Seekriege zur Zeit der europäischen Expansion, die Kabeljaufischerei bei Island, den Handelshafen in der Neuzeit, die Zerstörungen des Zweiten Weltkrieges und den modernen Industriehafen. Im obersten Geschoss wird eine reiche Sammlung von Schiffsmodellen präsentiert. Das Museum wurde auf persönliche Initiative ehemaliger Hafenarbeiter gegründet, die die Sammlung ab den 1970er-Jahren zusammengetragen hatten. Zum Museum gehören auch ein Dokumentationszentrum (centre de documentation), ein Buchladen und Veranstaltungsräume.

## Museumshafen
Im Bassin de Commerce unmittelbar am Museum liegen die drei zum Museum gehörenden Museumsschiffe; das Dreimaster-Segelschiff Duchesse Anne, das Feuerschiff Sandettie sowie die Guilde, ein Binnenschiff vom Pénichetyp.

## Leuchtturm
Seit 2012 unterhält das Museum im Empfangsbereich des Phare de Dunkerque eine zu eingeschränkten Öffnungszeiten zugängliche Ausstellung zur Geschichte des Leuchtturms, dessen Technik sowie zum Leben der Leuchtturmwärter.